# Ahmad ibn Muhammad ibn Kathīr al-Farghānī
Ahmad ibn Muhammad ibn Kathīr al-Farghānī, ook wel Alfraganus genoemd (Arabisch: أبو العبّاس أحمد بن محمد بن كثير الفرغاني) is een Perzische astronoom uit de 9de eeuw.

## Studiegebied
Hij heeft samen met een team onder leiding van al-Ma'mūn in Baghdad, een poging ondernomen om de diameter van de aardbol te berekenen door het meten van meridiaanbooglengte.
Zijn boek Elements of astronomy on the celestial motions (Elementen van astronomie over de hemelbewegingen), geschreven rond 833, was een samenvatting van Ptolemeus' Almagest. Het werd in de 12de eeuw vertaald naar het Latijn en bleef in Europa populair tot in de tijd van Regiomontanus. De kennis van de astronomische ideeën van Ptolomeus vinden we terug in Dante Alighieris werk, zoals Divina Commedia en Convivio.
De Nederlander Jacobus Golius publiceerde in de 17de eeuw de Arabische tekst op basis van een manuscript dat hij in het Midden-Oosten kon bemachtigen. Van dit document maakte hij tevens een nieuwe Latijnse vertaling met extra notities.
Alfragnus verhuisde later naar Caïro, waar hij rond 856 een verhandeling schreef over het astrolabium. Hij hield in 861 ook toezicht op de bouw van de grote nilometer op het eiland al-Rawda in oud Caïro .
De krater Alfragnus op de maan is naar hem genoemd.
- Bibsys: 8016748
- Biblioteca Nacional de España: XX1766334
- Bibliothèque nationale de France: cb13083816j (data)
- Gemeinsame Normdatei: 100728847
- International Standard Name Identifier: 0000 0001 2341 8280
- Library of Congress Control Number: no00004247
- Nationale Bibliotheek van Tsjechië: jx20120423001
- Nationale Bibliotheek van Israël: 987007581989705171
- Nationale Bibliotheek van Polen: a0000002581970
- Nederlandse Thesaurus van Auteursnamen: 071877533
- Réseau des bibliothèques de Suisse occidentale: 02-A000061170
- LIBRIS: 32786
- Système universitaire de documentation: 082962448
- TDVİA: fergani
- Virtual International Authority File: 64358682
- WorldCat: E39PBJyWPPMXCqBvJxPkkdXDbd